# Peter Kurth
Pour les articles homonymes, voir Kurth.
Peter Kurth, né le 4 avril 1957 à Güstrow, est un acteur allemand.
Il a remporté le Deutscher Filmpreis du meilleur acteur en 2016 pour avoir incarné un ancien boxeur atteint de sclérose latérale amyotrophique dans le film dramatique Herbert (en) de Thomas Stuber.
Il a aussi tenu un rôle de premier plan (Bruno Wolter) dans les saisons 1 et 2 de Babylon Berlin.